# تشوجورو كايونجي
تشوجورو كايونجي (باليابانية: 海音寺潮五郎)‏ (5 نوفمبر 1901 - 1 ديسمبر 1977 في طوكيو (اليابان)) روائي، وكاتب سيناريو، وكاتب من اليابان.

## الجوائز
- Naoki Prize [الإنجليزية]‏
- جائزة  كيكوتشي كان  [لغات أخرى]‏
- الميدالية بنفسجية الشريط  [لغات أخرى]‏
- صاحب الاستحقاق الثقافي  [لغات أخرى]‏

## روابط خارجية
- تشوجورو كايونجي على موقع IMDb (الإنجليزية)